# Lupimaera lupana
Lupimaera lupana är en kräftdjursart som först beskrevs av J. L. Barnard 1969.  Lupimaera lupana ingår i släktet Lupimaera och familjen Melitidae. Inga underarter finns listade i Catalogue of Life.